# Тернопольский район
Терно́польский райо́н (укр. Терно́пільський райо́н) — административная единица в центре Тернопольской области Украины. Административный центр — город Тернополь.

## География
Площадь — 6202,5 км² (44,7 % от площади области) (в старых границах до 2020 года — 749 км²).
Район граничит с Кременецким районом на севере и Чортковским районом на юге.
Основные реки — Серет, Стрыпа, Золотая Липа, Збруч.

## История
Район в старых границах образован в УССР в 1966 году.
17 июля 2020 года в результате административно-территориальной реформы район был укрупнён, в его состав вошли территории:
- Тернопольского района,
- Бережанского района,
- Зборовского района,
- Козовского района,
- Подволочисского района,
- Подгаецкого района,
- Теребовлянского района (за исключением Будановского и Великоговиловского сельских советов)
- Збаражского района (за исключением Вишневецкого поселкового совета, Бодаковского, Бутинского, Великокунинецкого, Великоокнинского, Дзвинячанского, Залесецкого, Кохановского, Лозовского, Раковецкого и Старовишневецкого сельских советов),
- Карначевского сельского совета Лановецкого района,
- а также городов областного значения Тернополь и Бережаны.

## Население
Численность населения района в укрупнённых границах — 566,9 тыс. человек(2020).
Численность населения района в границах до 17 июля 2020 года по состоянию на 1 января 2020 года — 67 199 человек, из них городского населения — 11 873 человек, сельского — 55 326 человек.

## Административное устройство
Район в укрупнённых границах с 17 июля 2020 года делится на 25 территориальных общин (громад), в том числе 7 городских, 7 поселковых и 11 сельских общин (в скобках — их административные центры):
- Городские:
  - Тернопольская городская община (город Тернополь),
  - Бережанская городская община (город Бережаны),
  - Збаражская городская община (город Збараж),
  - Зборовская городская община (город Зборов),
  - Подгаецкая городская община (город Подгайцы),
  - Скалатская городская община (город Скалат),
  - Теребовлянская городская община (город Теребовля);
- Поселковые:
  - Великоберезовицкая поселковая община (посёлок Великая Березовица),
  - Великоборковская поселковая община (посёлок Великие Борки),
  - Залозецкая поселковая община (посёлок Заложцы),
  - Козловская поселковая община (посёлок Козлов),
  - Козовская поселковая община (посёлок Козова),
  - Микулинецкая поселковая община (посёлок Микулинцы),
  - Подволочисская поселковая община (посёлок Подволочиск);
- Сельские:
  - Байковецкая сельская община (село Байковцы),
  - Белецкая сельская община (село Белая),
  - Великогаевская сельская община (село Великие Гаи),
  - Золотниковская сельская община (село Золотники),
  - Ивановская сельская община (село Ивановка),
  - Купчинецкая сельская община (село Купчинцы),
  - Нараевская сельская община (село Нараев),
  - Озёрнянская сельская община (село Озёрная),
  - Подгороднянская сельская община (село Подгороднее),
  - Саранчуковская сельская община (село Саранчуки),
  - Скориковская сельская община (село Скорики).